# Greatest!
Greatest! – czwarty album muzyka country Johnny’ego Casha wydany 12 stycznia 1959 przez wytwórnię Sun Records. Jest to trzeci album Casha wydany przez wytwórnię Sun Records, którą opuścił rok wcześniej na rzecz Columbia Records. W czasie, kiedy album został wydany, Cash już nagrał "The Fabulous Johnny Cash" - swój pierwszy album z Columbia Records. Piosenki na "Greatest!" były nagrywane od lipca 1955 do lipca 1958. Sześć z dwunastu piosenek stało się singlami (m.in. "Get Rhythm", najpopularniejszy z nich, który wspiął się na pierwsze miejsce w notowaniu singli country). Album został ponownie wydany 6 maja 2003 przez wytwórnię Varese Sarabande. Drugie wydanie zawiera cztery dodatkowe piosenki; dwie z nich są alternatywnymi wersjami piosenek już obecnych na oryginalnej płycie.

## Lista utworów
| 1.  | "Goodbye Little Darlin' Goodbye" (Gene Autry, Johnny Marvin)     | 2:14  |
|     |                                                                  |       |
| 2.  | "I Just Thought You'd Like to Know" (Charlie Rich)               | 2:23  |
|     |                                                                  |       |
| 3.  | "You Tell Me" (Sam Phillips)                                     | 1:48  |
|     |                                                                  |       |
| 4.  | "Just About Time" (Cash)                                         | 2:07  |
|     |                                                                  |       |
| 5.  | "I Forgot to Remember to Forget" (Stan Kesler, Charlie Feathers) | 2:09  |
|     |                                                                  |       |
| 6.  | "Katy Too" (Cash, Jack Clement)                                  | 1:57  |
|     |                                                                  |       |
| 7.  | "Thanks a Lot" (Rich)                                            | 2:38  |
|     |                                                                  |       |
| 8.  | "Luther Played the Boogie" (Cash)                                | 2:03  |
|     |                                                                  |       |
| 9.  | "You Win Again" (Hank Williams)                                  | 2:18  |
|     |                                                                  |       |
| 10. | "Hey, Good Lookin'" (Williams)                                   | 1:41  |
|     |                                                                  |       |
| 11. | "I Could Never Be Ashamed of You" (Williams)                     | 2:14  |
|     |                                                                  |       |
| 12. | "Get Rhythm" (Cash)                                              | 2:14  |
|     |                                                                  |       |
|     |                                                                  | 25:46 |
|     |                                                                  |       |

### Bonusowe piosenki
| 1. | "Fool's Hall of Fame" (Jerry Freeman, Danny Wolfe)  | 2:26  |
|    |                                                     |       |
| 2. | "I Forgot to Remember to Forget" (Kesler, Feathers) | 2:11  |
|    |                                                     |       |
| 3. | "Hey Good Lookin'" (Williams)                       | 1:43  |
|    |                                                     |       |
| 4. | "Rock and Roll Ruby" (Cash)                         | 1:42  |
|    |                                                     |       |
|    |                                                     | 08:02 |
|    |                                                     |       |

## Notowania na listach muzycznych
Single – Billboard (Ameryka Północna)
| Rok  | Singel                           | Kategoria      | Pozycja |
| ---- | -------------------------------- | -------------- | ------- |
| 1958 | "Just About Time"                | Single country | 30      |
| 1959 | "Thanks a Lot"                   | Single country | 12      |
| 1959 | "Luther Played the Boogie"       | Single country | 8       |
| 1959 | "Katy Too"                       | Single country | 11      |
| 1959 | "Cry Cry Cry"                    | Single pop     | 66      |
| 1959 | "Goodbye Little Darlin' Goodbye" | Single country | 22      |
| 1959 | "Get Rhythm"                     | Single country | 1       |